# Raul Lopes

## Biografia
Raul Lopes nasceu no Alvorge em Ansião, Portugal, no ano de 1901 e a sua morte ocorreu quase 70 anos mais tarde, alguns anos após ter sido submetido com êxito a intervenção cirúrgica em Paris, a um tumor na garganta, ou seja no dia 3 de Novembro de 1970.
Frequentou a Faculdade de Ciências da Universidade de Coimbra onde se licenciou em Matemática.
Foi, juntamente com Ilídio Correia da Silva Dias, um dos dois principais sócios-fundadores e directores do Colégio Nun'Álvares de Tomar que muito contribuiu para a cidade de Tomar, Portugal. Instituição esta assente na firma Sociedade Lopes, Correia e Cia., Lda, liderada pelos dois.
Fundado em 1932, e tido como um dos mais prestigiados e frequentados estabelecimentos de ensino particular do centro do país, os métodos pedagógicos empregues no Colégio Nun'Álvares de Tomar, Raul Lopes dirigiu com carisma a secção masculina do mesmo, com todo o rigor e autoridade que sabia impor. E soube criar em cada aluno, e foram muitos milhares que lhe passaram pelas mãos, um amigo.
Este Colégio foi frequentado por milhares de alunos de todas as regiões do País, do antigo Ultramar e do estrangeiro, de ambos os sexos e de todas as raças. Foi um alfobre de grandes nomes da elite portuguesa, em Portugal e nas ex-colónias, havendo figuras de destaque em praticamente todos os sectores, desde o político ao militar, passando pelo jurídico, artístico, cultural e científico: Vasco Pulido Valente; Manuel Peralta Godinho e Cunha; Camacho Costa; Luís Soares; Dantas da Costa; entre outros.
O Colégio Nun'Álvares de Tomar chegou a ser considerado um dos maiores e mais modelares estabelecimentos de ensino particular de Portugal.
Em Novembro de 1959, o Colégio Nun'Álvares de Tomar fundou a sua própria Revista intitulada CNA, dedicada às Artes, Letras, Ciências e Cultura, aberta à colaboração de professores e alunos.